# V763 Centauri

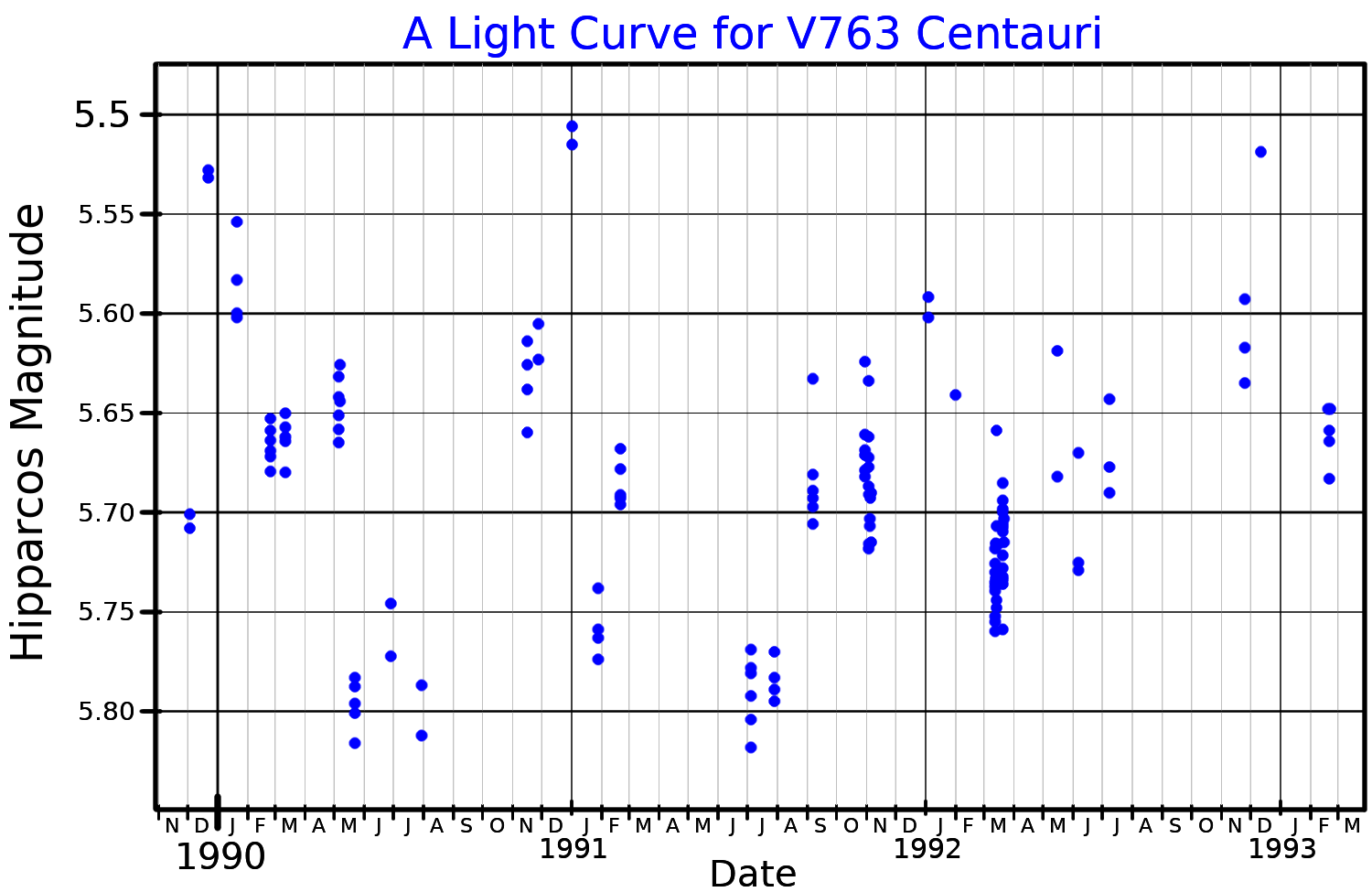
Curva de luz (magnitude Hipparcos) de V763 Centauri

V763 Centauri (C1 Centauri) é uma estrela na constelação de Centaurus. Com uma magnitude aparente visual de 5,68, é visível a olho nu em locais com pouca poluição luminosa. Medições de paralaxe indicam que está a uma distância de aproximadamente 600 anos-luz (183 parsecs) da Terra. É uma gigante vermelha do ramo assintótico com um tipo espectral de M3III. Sua fotosfera está brilhando com 1350 vezes a luminosidade solar a uma temperatura efetiva de 3 600 K. É uma variável semirregular e sua magnitude aparente varia entre 5,55 e 5,80 com pelo menos um período identificado de 60 dias. Não possui estrelas companheiras conhecidas.